# Ford N
El Ford N fou un automòbil de baix preu, produït per la Ford Motor Company als Estats Units, va ser introduït en el mercat de l'automòbil l'any 1906 com successor dels models de Ford A, Ford C i Ford F.

## Història
El Model N es diferenciava dels seus predecessors per un motor de 4 cilindres, de 15 Hp i amb la distància entre eixos de 2.100 mm.
Va ser un model reeixit, fabricant-ne 7.000 unitats fins a l'any 1908. El seu valor era de $500 (dòlars), va ser vist com molt accessible en aquell moment, en comparació amb el Oldsmobile Runabout, que costava $650 (dòlars).

## Ford R
El Model R va ser una versió millorada del Model N, era una mica més gran i tenia llums d'oli, aquest model es va fabricar l'any 1907 durant els mesos d'abril a octubre i es van produir 2.500 unitats, el seu color de fàbrica era vermell i la diferència de preu era de $150 (dòlars).

## Ford S
El Model S va ser una altra variant del model N de Ford, aquests vehicles tenien el volant a la dreta i van ser els últims a produir-se d'aquesta manera, li van incorporar una capota, porta paraigües i llums que funcionaven amb gas. El model bàsic es venia per $700 (dòlars). Es van vendre 3.750 cotxes d'aquest model entre 1907 i 1909.